# Guillermo Calvo
Guillermo Antonio Calvo (Buenos Aires, 1941) es un economista y profesor argentino. 
Director del programa de dirección de políticas económicas de la Universidad de Columbia en su escuela de estudios internacionales y asuntos públicos (School of International and Public Affairs). Ha sido un investigador significativo en el campo de la macroeconomía, especialmente en política monetaria, mercados emergentes y economía de transición.

## Biografía
Guillermo Antonio Calvo es profesor de economía, estudios internacionales y asuntos públicos y también director del programa de dirección de políticas económicas en la Universidad de Columbia desde enero del 2007. Es un investigador asociado en el Buró Nacional de Investigación Económica (NBER) de los Estados Unidos.
También fue Economista Jefe del Banco Interamericano de Desarrollo (2001-2006), Presidente de la Asociación Económica de Latinoamérica y el Caribe (2000-2001) y presidente de la International Economic Association (2005-2008). Fue estudiante de la Universidad de Buenos Aires en la carrera de Contador Público y de la Universidad Yale donde obtuvo su máster en Economía y doctorado en Economía en 1974. Como profesor ha ejercido en la Universidad de Columbia (1973-1986), Universidad de Pensilvania (1986-1989) y Universidad de Meryland (1993-2006), además dio clases en Colombia y Perú antes de jubilarse.
Sus premios y reconocimientos incluyen entre otros: ser miembro de la Academia Nacional de Ciencias Económicas (Argentina) desde 1993, miembro de la Sociedad de Econometría desde 1995, el Premio Rey Juan Carlos I de Economía en 2000, miembro de la Academia Americana de ciencias desde 2005, un doctorado Honoris Causa por la Universidad Torcuato Di Tella en 2012, y un doctorado Honoris Causa por la Universidad Nacional de Córdoba.

## Contribuciones a la economía
Las investigaciones de Calvo son amplias, cubriendo una variedad de temas relevantes de manera rigurosa y con alto contenido práctico para la aplicación de políticas económicas.[cita requerida] Sus investigaciones sobre mercados emergentes han tenido aplicaciones no solo a esos mercados sino que han sido de utilidad para entender las economías avanzadas como las que se encuentran en la Eurozona. Calvo ha sido un pionero que incorporó temas del sector financiero en sus modelos macroeconómicos a la vez que enfatizó el rol de los factores externos a las economías emergentes (como por ejemplo las tasas de interés, shocks de precios de commodities, etc). Sus investigaciones han ayudado a resaltar factores que la macroeconomía convencional no había tomado en cuenta y resultaron fundamentales para el entendimiento de fenómenos como la crisis de las hipotecas subprime de 2008. 
Sus contribuciones continúan siendo muy populares en las citas académicas y círculos de políticas económicas aunque muchas de ellas tengan más de 20 años de antigüedad.
El enfoque de precios de Calvo, ampliamente utilizado por los bancos centrales mundiales, lleva su nombre. Esta es una forma de modelar precios, por ejemplo, en los nuevos modelos keynesianos DSGE.
Su análisis es típicamente expresado en términos de modelos rigurosos pero elegantes, desprovistos de detalles superfluos. Esto ha ayudado a llevar sus ideas a un público amplio e influir en las políticas públicas. Expresiones como "Ecuación de Calvo", "Parada súbita", "Miedo a flotar" - que se encuentran en, o vinculadas a sus publicaciones - son moneda común en la jerga financiera. Varios países emergentes se han beneficiado de su investigación mostrando los severos riesgos impuestos por la combinación de un alto déficit en cuenta corriente, la "dolarización" y el contagio financiero. Esta línea de investigación llevó a varias economías latinoamericanas a adoptar medidas defensivas y, por lo tanto, a navegar a través de la crisis de Lehman sin caer en una crisis profunda y duradera, como ocurrió en otras economías que presentaron grandes déficit en cuenta corriente (por ejemplo, Islandia y las economías bálticas). La investigación de Calvo ilustra la enorme sinergia de los dos mundos, un hecho que ha logrado transmitir de forma inspiradora en sus dos libros del MIT con una colección de sus obras.
Calvo ha publicado varios libros y más de 100 artículos de revistas. Algunas de sus contribuciones seleccionadas son:

### 1. Indeterminación de Equilibrio o Equilibrios de Manchas Solares
- 1a "Sobre la Indeterminación de las Tasas de Interés y los Salarios con Perfecta Prospectiva", Journal of Economic Theory, diciembre de 1978.

Este artículo es un avance en la teoría del equilibrio de las manchas solares. Muestra que un modelo convencional de superposición de generaciones puede dar lugar a multiplicidad de equilibrios y, además, que este último fenómeno es más probable que surja si la propensión a ahorrar es relativamente inelástica con respecto a la tasa de interés real, un caso similar al enfatizado en la Teoría General de Keynes.

### 2. Salarios de desempleo y eficiencia
- 2a "Teorías cuasi-walrasianas del desempleo", Actas de la American Economic Association, American Economic Review, mayo de 1979.
- 2b "La ineficiencia del desempleo: la perspectiva de supervisión", Quarterly Journal of Economics, mayo de 1985.

Estos documentos muestran ejemplos en los que los contratos de trabajo incompletos podrían dar lugar al desempleo. El artículo de AER 1978 (Ref. 2a) es un documento seminal en este campo y es anterior en más de cinco años al célebre artículo de Carl Shapiro y Joseph Stiglitz ("Equilibrium Unemployment as a Worker Discipline Device" página 433 - 444). El artículo 2b muestra además que este tipo de equilibrio de desempleo es ineficiente de Pareto y puede ser mejorado por la política fiscal. Esta es otra "primicia" en esta literatura.

### 3. Inconsistencia de tiempo y problemas de credibilidad
- 3a "Sobre la coherencia temporal de la política óptima en una economía monetaria", Econometrica, noviembre de 1978. Reimpreso en Rational Expectations and Econometric Practice, editado por R.E. Lucas Jr. y T.J. Sargent (Minneapolis: University of Minnesota Press, 1981).
- 3b "Estabilización Temporal: Tasas de Cambio Predeterminadas", Journal of Political Economy, diciembre de 1986.

El artículo de Econometrica 1978 sobre Inconsistencia de Tiempo (Ref. 3a) sigue las líneas del artículo de Finn E. Kydland y Edward C. Prescott (por el cual los autores merecidamente obtuvieron el Premio Nobel). Según Calvo (en su libro Dinero, tipo de cambio y producción, MIT Press 1996), su investigación era independiente y sólo se dio cuenta del papel de Kydland-Prescott cuando su artículo estaba a punto de ser aceptado para su publicación (Prescott era uno de los autores) En contraste con el papel de Kydland-Prescott, Calvo comienza a partir de micro fundaciones estándar en una economía de Patinkin-Sidrauski, pero el mayor valor añadido del papel no era tanto obtener una prueba alternativa de Inconsistencia de Tiempo, sino probar que la inconsistencia del tiempo se mantiene incluso si el gobierno pretende maximizar el bienestar social.Esto es un resultado fundamental porque disipa cualquier duda que uno podría tener que la inconsistencia de tiempo se sigue de que sólo el gobierno esté tratando de engañar al público, haciendo promesas que no tiene la intención de cumplir.
El papel de Calvo sobre la Inconsistencia del Tiempo fue el primer paso en un programa de investigación que incluyó cuestiones de credibilidad. El artículo 3b establece las bases para la conjetura de que la estabilización de la inflación es especialmente difícil de lograr y aumenta los costos sociales si los responsables políticos no pueden transmitir un mensaje creíble de que están dispuestos y son capaces de aplicar las políticas necesarias para asegurar una inflación más baja y más estable. Antes de este artículo, la explicación dominante de los costosos programas de estabilización de precios se basaba en factores mecánicos como expectativas adaptativas / curva de Phillips. Una ventaja del enfoque de Calvo es que destaca la relevancia de la capacidad de los bancos centrales para comunicarse con el público y la importancia de obtener un fuerte apoyo del resto del gobierno y del aparato político, a pesar de que los individuos son plenamente racionales. El artículo 3b generó una gran literatura sobre economías emergentes.

### 4. Supervisión y Distribución Salarial en la Empresa
- 4a "Jerarquía, Habilidad y Distribución del Ingreso", con S. Wellisz, Revista de Economía Política, octubre de 1979.

El documento de 1979 (Ref. 4a) contiene un modelo que examina las implicaciones de la información imperfecta dentro de la empresa sobre la distribución de los salarios de la empresa. Este documento recibió considerable atención; proporciona uno de los primeros marcos que ayudan a explicar, por ejemplo, por qué un CEO puede ganar múltiplos de los salarios de sus subordinados. La tecnología de supervisión en este trabajo es similar a la utilizada en la Ref. 2 en relación con la cuestión de los salarios de eficiencia. Los dos supuestos clave son la "pérdida de control" -que da lugar a una estructura jerárquica de supervisión- y una costosa supervisión. La combinación de estos dos factores indica que el salario depende de la posición en la jerarquía: cuanto más cerca de la parte superior de la escala jerárquica, más alto es el salario, incluso si los individuos son, a todos los efectos, idénticos. 

### 5. Precios Adhesivos
- 5a "Contratos escalonados en un marco de maximización de la utilidad", Journal of Monetary Economics, septiembre de 1983.

Este documento ocupa el primer lugar en las citas de Calvo (más de 5700 citas según Google Scholar, en adelante GS). El enfoque se desarrolló por primera vez para aclarar rompecabezas de estabilización de precios en economías emergentes, pero finalmente se incorporó como un componente fundamental en la Nueva Economía Keynesiana. No se trata de una idea original, ya que remite a los documentos de Edmund Phelps y John B. Taylor. El principal valor agregado es su "simplicidad". Esto pone de manifiesto otra característica de la investigación de Calvo: la simplicidad, una característica que es muy valiosa en macroeconomía, un campo en el que la "complejidad" es la norma. Las estructuras complejas también son valiosas pero, como regla general, son muy difíciles de probar empíricamente, un hecho que disminuye el valor científico de la complejidad. Por otra parte, el riesgo de la simplicidad es la simplificación excesiva. El artículo 5 continúa siendo una suposición clave en los modelos monetarios de los bancos centrales -donde generalmente se lo denomina "Ecuación de Calvo" - y, en general, ha pasado pruebas empíricas cuidadosas.

### 6. Deuda Pública
- 6a "El servicio de la deuda pública: el papel de las expectativas", American Economic Review, septiembre de 1988.

Este trabajo muestra que bajo mercados de capitales incompletos, la deuda pública puede dar lugar a múltiples equilibrios que pueden ser clasificados de Pareto. En el equilibrio "malo" las tasas de interés de equilibrio son altas y conducen a un comportamiento contraproducente, por ejemplo, inflación alta o incumplimiento de la deuda; mientras que en el equilibrio "bueno" no ocurre ninguno de estos últimos efectos. El documento de la AER de 1988 fue motivado por la tenaz inflación alta en Brasil, a pesar de la baja deuda pública y un superávit fiscal primario positivo. Según el documento, esta situación puede resultar de un largo historial de inflación alta que lleva a los individuos a no creer los anuncios oficiales de estabilización, manteniendo las tasas de interés altas. Este último se alimenta de un alto déficit fiscal, validando expectativas de alta inflación, incluso bajo expectativas racionales. Estas ideas han adquirido un nuevo significado en la crisis de la UE (Grecia, Portugal ...) posterior al 2011. En este caso, el incumplimiento de la deuda, no la inflación alta, está en el corazón del debate. Sin embargo, el modelo también se puede aplicar (como se muestra en el artículo original de Calvo). Esto ha llevado a la investigación activa en este subcampo y ya parece haber guiado la política del BCE de intentar mantener bajas las tasas de interés de la deuda soberana, prometiendo comprar cantidades ilimitadas de deuda pública en la zona euro. Este es otro ejemplo de la relevancia de la investigación de Calvo en el debate de las cuestiones de política central.

### 7. Mercados internacionales de capitales
- 7a "Ingresos de capital y apreciación del tipo de cambio real en América Latina: El papel de los factores externos", con L. Leiderman y C. Reinhart, Documentos de Personal, marzo de 1993.
- 7b "Variedades de crisis de mercado de capitales", en G. Calvo y M. King (eds.) La carga de la deuda y sus consecuencias para la política monetaria, Macmillan, 1998. También en G. Calvo Mercados emergentes de capital en turbulencia: Mala suerte o mala política ?, Cambridge, MA: MIT Press 2005.
- 7c "Los flujos de capital y las crisis de mercado de capitales: la economía simple de las paradas repentinas", Journal of Applied Economics, noviembre de 1998. También en G. Calvo Mercados de capital emergente en turbulencia: mala suerte o mala política ?, Cambridge, MA: MIT Prensa 2005.
- 7d. "Explicando paradas súbitas, colapso del crecimiento y crisis de la balanza de pagos: El caso de los impuestos sobre la producción distorsionados", FMI Mundell-Fleming Lecture, FMI, 2003. También en G. Calvo Emerging Capital Markets in Turmoil: Bad Luck o Bad Policy? , Cambridge, MA: Prensa del MIT 2005
- 7e "Temor de flotar" (con C. Reinhart), Quarterly Journal of Economics, 2002. También en G. Calvo Mercados de capitales emergentes en turbulencia: mala suerte o mala política ?, Cambridge, MA: MIT Press 2005.
- 7f.Calvo, Guillermo, Alejandro Izquierdo y Luis-Fernando Mejía, 2008, "Parada Sistémica Súbita: La Relevancia de los Efectos Balanceados y la Integración Financiera", NBER Working Paper No. 14026.

Esta es una breve lista de los documentos de Calvo centrados en los flujos de capital y las crisis financieras. Es un área en la que Calvo sigue participando activamente. Sus primeros trabajos se remontan a principios de los ochenta, pero sus investigaciones sobre este tema tomaron vuelo después de la crisis tequila mexicana en 1994/5 provocada por un repentino aumento de las tasas de interés de Estados Unidos. El artículo 7b destaca la relevancia del enfoque del balance para comprender algunas de las enigmáticas dinámicas de la crisis financiera, cuestión que hasta ahora había sido borrada en gran medida en la literatura. Este documento fue distribuido poco después de ese episodio y ayudó a sentar las bases para explicaciones muy diferentes de la ofrecida en el documento seminal sobre la mecánica de la crisis de la balanza de pagos de Paul Krugman. El artículo 7c coronó este esfuerzo definiendo y ofreciendo una racionalización sencilla pero fundamental para un nuevo concepto que desde entonces se ha convertido en parte de la jerga de los economistas en la discusión de las crisis financieras, a saber, sudden stop. El documento se centra en las grandes e inesperadas caídas de las entradas de capital, una característica de todas las grandes crisis en las economías emergentes desde al menos los años noventa. Sudden stop y los análisis empíricos llevados a cabo en 7f se han convertido en un elemento básico en la literatura que ahora se extiende más allá de la UE.
El artículo 7e muestra que a pesar de que los tipos de cambio fijos fueron señalados como un factor importante en las crisis de las economías emergentes en la década de 1990, los gobiernos de esas economías continúan "vinculando" sus monedas de una forma u otra. Este es un documento empírico que sigue siendo muy visible y tiene más de 3100 citas según GS. Por último, 7a es otro documento empírico que muestra que las entradas de capital en América Latina son altamente sensibles a factores externos. El documento es ampliamente citado (más de 1450 citas según GS) y se ha convertido en muy actual en la coyuntura reciente.